# Pholcus montanus
Pholcus montanus là một loài nhện trong họ Pholcidae. Loài này được phát hiện ở Triều Tiên.